# Claude Bénard
Claude Edmont Bénard (ur. 6 października 1926 w Paryżu) – francuski lekkoatleta, skoczek wzwyż, medalista mistrzostw Europy z 1950.
Odpadł w kwalifikacjach skoku wzwyż na igrzyskach olimpijskich w 1948 w Londynie.
Zdobył brązowy medal w tej konkurencji na mistrzostwach Europy w 1950 w Brukseli, przegrywając tylko z Alanem Patersonem z Wielkiej Brytanii i Arne Åhmanem ze Szwecji, osiągając wysokość 1,93 m.
Zajął 18.–19. miejsce na igrzyskach olimpijskich w 1952 w Helsinkach z wynikiem 1,90 m.
Był wicemistrzem Francji w skoku wzwyż w 1952 i 1953 oraz brązowym medalistą w 1948, 1950 i 1951.